# Jan Čermák (anglista)
Jan Čermák (* 8. července 1962 Praha) je český lingvista, literární vědec a překladatel z angličtiny a finštiny. Od roku 2022 zastává na Filozofické fakultě Univerzity Karlovy funkci proděkana pro vědu a výzkum.

## Život
Je synem překladatele a literárního historika Josefa Čermáka.
V letech 1986–2008 působil v Ústavu anglistiky a amerikanistiky Filozofické fakulty Univerzity Karlovy, po jeho rozdělení se stal ředitelem nástupnického Ústavu anglického jazyka a didaktiky, kde působí dodnes.
Zabývá se historickým vývojem angličtiny, především historickou fonologií, morfologií a slovotvorbou. V oblasti literární pak především anglickým středověkem. Překládá z moderní, staré a střední angličtiny a z finštiny.
Dne 24. února 2014 byl na návrh Vědecké rady Univerzity Karlovy v Praze jmenován profesorem pro anglický jazyk.
V roce 2017 obdržel finské státní vyznamenání Řád finského lva (rytíř 1. třídy) za výjimečné zásluhy o šíření povědomí o finské kultuře v České republice.

## Překlady
- Béowulf, anglosaský epos s úvodní studií a poznámkovým aparátem, Praha, Torst 2003; druhé rozšířené a upravené vydání Jitro 2020
- Sen o kříži, staroanglická báseň s rozsáhlou studií, Praha, Jitro 2005
- Divoké vody (Angry Waters), Walter Morey, Praha, Albatros 1989
- O pohádkách (On Fairy-Tales), John Ronald Reuel Tolkien, Praha, Winston Smith 1992

## Editační práce
- Jako když dvoranou proletí pták. Antologie nejstarší anglické poezie a prózy, Triáda 2010
- Petr Čermák, Claudio Poeta, Jan Čermák. Pražský lingvistický kroužek v dokumentech. Academia, 2012
- Kalevala Eliase Lönnrota a Josefa Holečka v moderní kritické perspektivě, Academia, 2014